# USS Montpelier (SSN-765)
Za druga plovila z istim imenom glejte USS Montpelier.
USS Montpelier (SSN-765) je jedrska jurišna podmornica razreda los angeles.